# آر۱۳۶

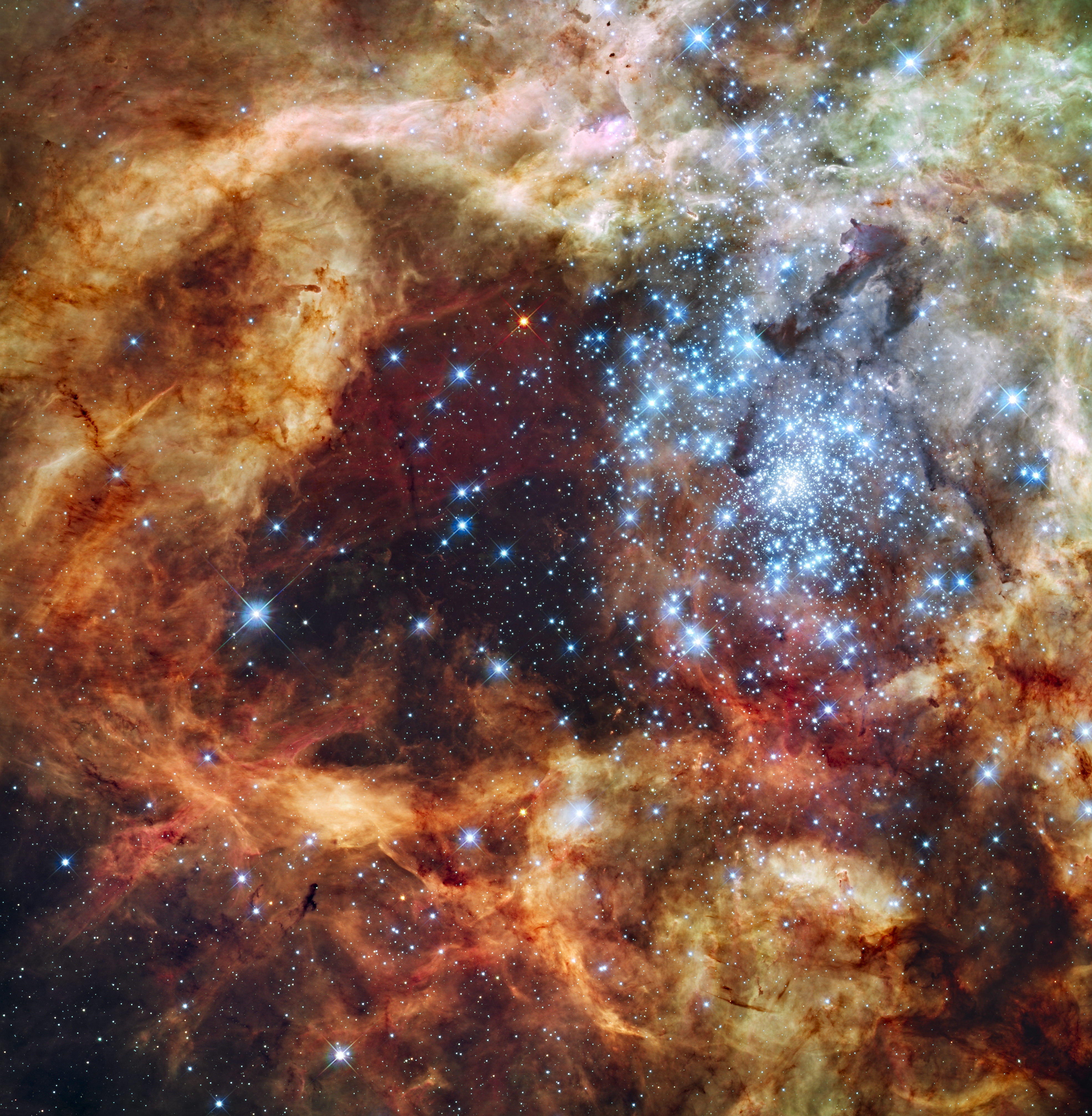
آر۱۳۶

آر۱۳۶ یا آرام‌سی ۱۳۶ (به انگلیسی: R136) یک ابر خوشه ستاره‌ای است. این خوشه ستاره‌ای نزدیک مرکز مجموعه سحابی رتیل می‌باشد. آر۱۳۶ در وسط ابر ماژلانی بزرگی قرار گرفته‌است. خوشه ستاره‌ای آر۱۳۶ به نسبت ستاره غول و ابرغول جوان‌تر است. عمر آر۱۳۶، ۱ تا ۲ میلیون سال می‌باشد. این مجموعه در صورت فلکی ماهی زرین واقع شده و از نوع خوشه‌های ستاره‌ای باز است.
فاصله این خوشه ستاره‌ای از زمین ۱۵۷ هزار سال نوری (۴۸٫۵ کیلوپارسک) و قدر ظاهری آن ۹٫۵ است. در این خوشه ۳۹ ستاره به صورت تأیید شده از دسته O3 هستند. همچنین تعدادی ستاره ولف-رایه در این خوشه تأیید شده‌اند.

## نگارخانه

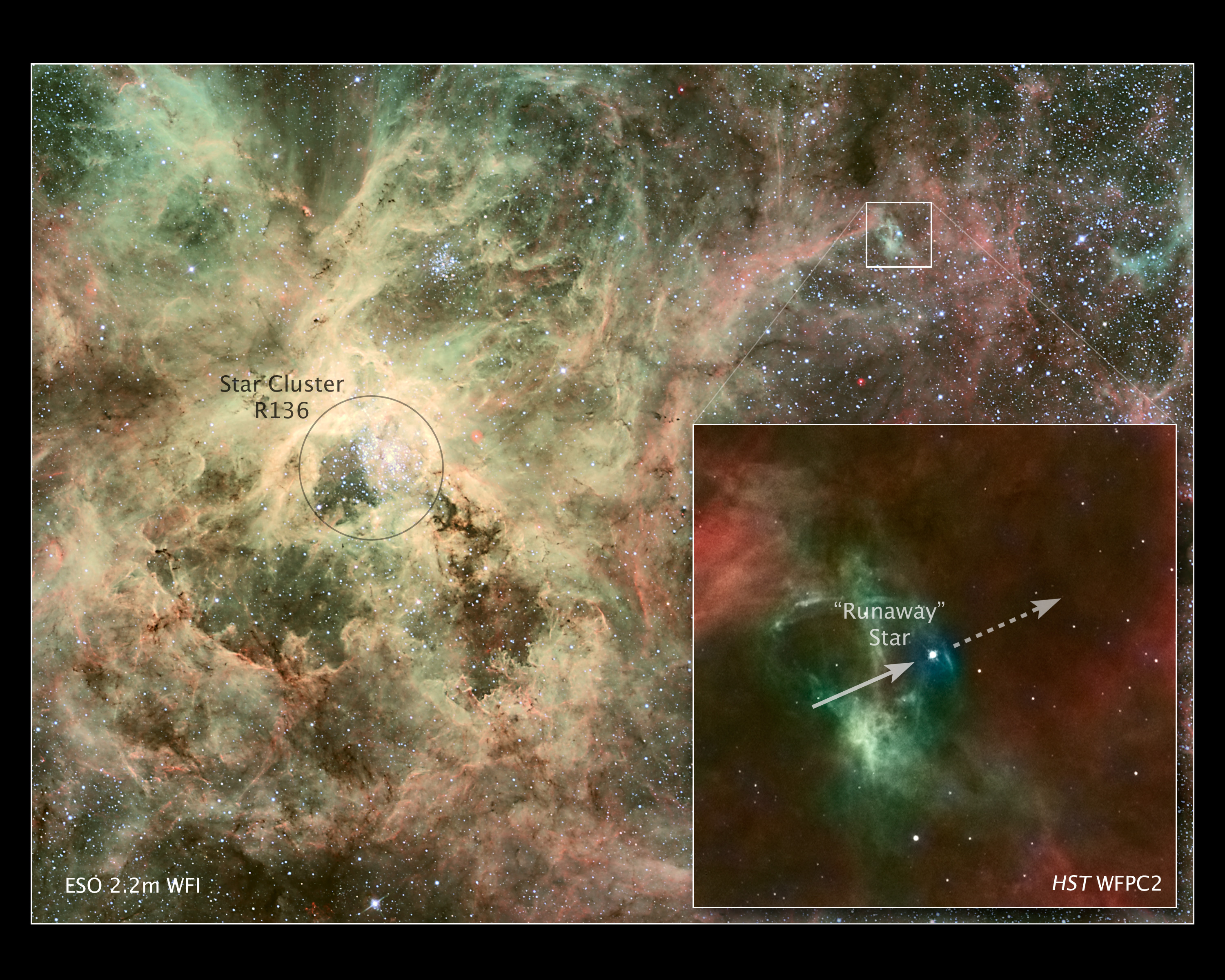